# Ягодкін Володимир Миколайович
Володимир Миколайович Ягодкін (1928, місто Боровичі, тепер Новгородської області, Російська Федерація — 1985, місто Москва) — радянський діяч, вчений-економіст, секретар Московського міського комітету КПРС із ідеології, заступник міністра вищої і середньої спеціальної освіти СРСР із кадрів. Кандидат у члени ЦК КПРС у 1971—1976 роках. Депутат Верховної ради РРФСР 8—9-го скликань. Кандидат економічних наук (1954), доцент. 

## Життєпис
Народився в місті Боровичах Новгородської області (за іншими даними — в Москві).
Член ВКП(б) з 1950 року.
У 1951 році закінчив економічний факультет Московського державного університету (МДУ) імені Ломоносова. З 1951 по 1954 рік навчався в аспірантурі при МДУ.
Одночасно у жовтні 1951 — 1953 року — секретар комітету ВЛКСМ Московського державного університету імені Ломоносова.
У 1954 році захистив кандидатську дисертація на тему «Розширене відтворення кваліфікованої робочої сили в промисловості СРСР».
У 1954—1967 роках — доцент, заступник декана, в.о. декана економічного факультету Московського державного університету імені Ломоносова.
У травні 1967 — березні 1971 року — секретар партійного комітету Московського державного університету імені Ломоносова.
Одночасно у 1968—1971 роках — завідувач загальноуніверситетської кафедри політичної економії факультетів гуманітарних наук Московського державного університету імені Ломоносова.
У березні 1971 — січні 1976 року — секретар Московського міського комітету КПРС із ідеології.
У 1976—1981 роках — заступник міністра вищої і середньої спеціальної освіти СРСР із кадрів.
З 1981 року — персональний пенсіонер у Москві.
Помер 1985 року в Москві.

## Основні праці
- «Соціалістичне відтворення» (1960)
- «Виробництво відносної додаткової вартості. (Коментарі до IV відділу I тому «Капіталу» К. Маркса)» (1961)
- «Основні закономірності відтворення робочої сили в період розгорнутого будівництва комунізму» (1965)
- «Шляхи ліквідації плинності кадрів в промисловості СРСР» (1965)
- «Відтворення робочої сили при соціалізмі» (1967. у співавторстві)
- «Економічні проблеми підготовки кваліфікованих робітничих кадрів в сучасних умовах» (1967)
- «Педагогічні кадри школи і вдосконалення виховання учнів: суспільно-політична література» (1979)

## Нагороди і звання
- орден «Знак Пошани»
- ордени
- медалі